# Burden (Luksemburg)
Burden (lb. Bierden, niem. Bürden) – wieś (Uertschaft) w środkowym Luksemburgu, w kantonie Diekirch, w gminie Erpeldange-sur-Sûre. Do 3 października 2015 miejscowość leżała w dystrykcie Diekirch. Wieś zamieszkuje 545 osób (1 stycznia 2023).